# Joe Mantell
Joseph „Joe“ Mantell (* 21. Dezember 1915 in New York City; † 29. September 2010 in Tarzana, Los Angeles; eigentlich Joseph Mantel) war ein US-amerikanischer Schauspieler. Von Ende der 1940er Jahre bis 1990 bekleidete er Rollen in über 70 Film- und Fernsehproduktionen aller Genres.

## Leben
Joe Mantell wurde 1915 (anderen Angaben zufolge 1920) als Joseph Mantel in Greenpoint (Brooklyn) geboren. Seine Eltern stammten aus Österreich und bestritten mit einer Fleischerei ihren Lebensunterhalt. Er diente im Zweiten Weltkrieg in der US Army und änderte seinen Namen später in Joseph Mantell. Zunächst Bühnenschauspieler, begann er seine Filmkarriere Ende der 1940er Jahre mit mehreren Statistenrollen für die Columbia Pictures. Sein Debüt gab er 1949 mit einem Part als Zeitungsjunge in Joseph H. Lewis’ Kriminalfilm Alarm in der Unterwelt. Es folgten mehrere Gastrollen in verschiedenen Fernsehserien. 1952 trat Mantell in dem wenig erfolgreichen Broadway-Musical Buttrio Square auf, das über sieben Aufführungen nicht hinauskam. Ein Jahr später erhielt er eine größere Rolle in Delbert Manns Fernsehspiel Marty (1953). In dem romantischen Drama spielte er den Freund des Titelhelden, einem einsamen Fleischergesellen aus der Bronx (dargestellt von Rod Steiger), der sich in eine unscheinbare junge Frau (Nancy Marchand) verliebt.
Nach dem großen Erfolg von Marty im US-amerikanischen Fernsehen übernahm Mantell zwei Jahre später den Part des Angie auch in Delbert Manns gleichnamiger Kinoversion (1955). In dieser bekleideten Ernest Borgnine und Betsy Blair die Hauptrollen. Die realistische Liebesgeschichte, fern der üblichen Hollywood-Klischees inszeniert, stand in der Gunst von Kritikern und Publikum und wurde mit der Goldenen Palme der Filmfestspiele von Cannes und vier Oscars ausgezeichnet. Von der New York Times für seine „lustige und prägnante“ Darstellung als Freund des Helden gelobt, erhielt Mantell ebenfalls eine Oscar-Nominierung als Bester Nebendarsteller zugesprochen.
Mit Marty einem breiten Publikum bekannt geworden, gelang es Mantell nicht an den vorangegangenen Erfolg anzuknüpfen. Im US-amerikanischen Kino war er in den folgenden Jahrzehnten fast ausnahmslos auf eher kleine bis mittlere Nebenrollen abonniert, darunter Alfred Hitchcocks Die Vögel (1963). In dem Horrorfilm war er als Handelsreisender zu sehen, der die Angriffe von Vögeln auf eine US-amerikanische Küstenstadt nicht ernst nimmt. Wiederholt trat Mantell im US-amerikanischen Fernsehen in Erscheinung, wo er größere Rollen in diversen Fernsehspielen des Kraft Television Theatre, Studio One, The 20th Century-Fox Hour oder Alfred Hitchcock Presents angeboten bekam. 1960 übernahm er in Oscar Rudolphs Fernsehkomödie Tom, Dick und Harry gemeinsam mit Gene Nelson und Marvin Kaplan die Titelrollen dreier Militärkameraden, die gemeinsam ein Restaurant eröffnen. Im selben Jahr hinterließ Mantell bleibenden Eindruck in dem Fernsehspiel Nervous Man in a Four Dollar Room (1960). In der Episode der Serie Twilight Zone war er als gescheiterter Kleinganove zu sehen, der mittels eines Spiegels Zwiegespräche mit seinem Alter Ego führt. 1961 übernahm er in der CBS-Serie Pete and Gladys neben Cara Williams und Harry Morgan die wiederkehrende Rolle des Nachbarn Ernie Briggs. In den 1970er Jahren ging er mit dem preisgekrönten Broadway-Stück Twigs auf Tournee.
Bis Ende der 1980er Jahre erschien Mantell in über 70 Film- und Fernsehproduktionen, sowohl Dramen als auch Komödien. Eine seiner letzten größeren Filmrollen war die des Vertrauten und Freundes von Jack Nicholson in Roman Polańskis Oscar-prämierten „Neo-Noir“ Chinatown (1974). Mantells Textzeile „Forget it, Jake, it’s Chinatown.“ wurde 2005 vom American Film Institute unter die 100 besten Filmzitate gewählt. 1990 übernahm er in der Chinatown-Fortsetzung Die Spur führt zurück – The Two Jakes erneut neben Nicholson den Part des Walsh, Mantells letzte Filmrolle.
Joe Mantell lebte seit 1961 im kalifornischen Encino. Er war verheiratet und Vater dreier Kinder. 2010 verstarb Mantell an den Folgen einer Lungenentzündung im Providence Tarzana Medical Center in Tarzana, Los Angeles.

## Filmografie (Auswahl)
- 1949: Alarm in der Unterwelt (The Undercover Man)
- 1949: Barbary Pirate
- 1949: Rauschgiftbrigade (Port of New York)
- 1949: Zwei Männer und drei Babies (And Baby Makes Three)
- 1953: Marty (Fernsehfilm)
- 1955: Marty
- 1955/1957: Alfred Hitchcock präsentiert (Alfred Hitchcock Presents, Fernsehserie, 2 Folgen)
- 1956: Storm Center
- 1957: Schöne Frauen, harte Dollars (Beau James)
- 1957: Der Regimentstrottel (The Sad Sack)
- 1958: Der Zwiebelkopf (Onionhead)
- 1959: Al Capone kehrt zurück (The Scarface Mob)
- 1959–1960: Die Unbestechlichen (The Untouchables, Fernsehserie, 3 Folgen)
- 1960: SOS für Flug T 17 (The Crowded Sky)
- 1960: Tom, Dick und Harry (Tom, Dick and Harry, Fernsehfilm)
- 1960–1961: Kein Fall für FBI (The Detectives, Fernsehserie, 3 Folgen)
- 1960/1963: Twilight Zone (The Twilight Zone, Fernsehserie, 2 Folgen)
- 1963: Die Vögel (The Birds)
- 1963: Preston & Preston (The Defenders, Fernsehserie, Folge 2x29)
- 1964: Meine drei Söhne (My Three Sons, Fernsehserie, Folge 4x35)
- 1965: Die Leute von der Shiloh Ranch (The Virginian, Fernsehserie, Folge 4x10)#
- 1966: Gesicht ohne Namen (Mister Buddwing)
- 1966: Kobra, übernehmen Sie (Mission: Impossible, Fernsehserie, Folge 1x08)
- 1966/1967: Solo für O.N.C.E.L. (The Man from U.N.C.L.E., Fernsehserie, 2 Folgen)
- 1967–1969: Mannix (Fernsehserie, 5 Folgen)
- 1969/1971: Der Chef (Ironside, Fernsehserie, 2 Folgen)
- 1970: Stoßtrupp Gold (Kelly’s Heroes)
- 1974: Chinatown
- 1974: Petrocelli (Fernsehserie, Folge 1x06)
- 1975: They Only Come Out at Night (Fernsehfilm)
- 1977: Lou Grant (Fernsehserie, Folge 1x09)
- 1978: Fantasy Island (Fernsehserie, Folge 2x12)
- 1979: Blind Ambition (Miniserie, 4 Folgen)
- 1980: Hart aber herzlich (Hart to Hart, Fernsehserie, Folge Der sechste Sinn)
- 1982: Barney Miller (Fernsehserie, Folge 8x16)
- 1984: Blame It on the Night
- 1985: Achtung, Dinosaurier! (Movers & Shakers)
- 1990: Die Spur führt zurück – The Two Jakes (The Two Jakes)